# Hospital San Juan de Dios (San Fernando)
El Hospital San Juan de Dios es un recinto hospitalario de tipo público de alta complejidad y autogestionado en red perteneciente al Servicio de Salud O'Higgins, ubicado en San Fernando, provincia de Colchagua, Región de O'Higgins, Chile.